# Hors d'oeuvre
Un hors d'oeuvre (del francés: hors-d'œuvre /ɔʁ dœvʁ/ (escucharⓘ)), aperitivo o entremés es un plato pequeño que se sirve antes de una comida en la cocina europea. Algunos hors d'oeuvres se sirven fríos, otros calientes. Los hors d'oeuvres pueden servirse en la mesa como parte de la comida, o pueden servirse antes de sentarse, como en una recepción o cóctel. Antiguamente, los hors d'oeuvre también se servían entre plato y plato. Desde el punto de vista del servicio, existen dos tipos de hors d'oeuvre:
1. Hors d'oeuvre generales
2. Hors d'oeuvre clásicos

Los hors d'oeuvre generales incluyen preparaciones frías como ensalada, carne fría y pescado. Entre los hors d'oeuvre clásicos figuran los jugos y refrescos, toronja, cóctel de marisco, etc.
Los hors d'oeuvre suelen ser más pequeños que los platos principales y están pensados para comerlos con la mano.

## Etimología
Hors-d'œuvre en francés significa literalmente "fuera de la obra"; es decir, "que no forma parte del conjunto ordinario de platos de una comida". En la práctica, se trata de un plato que se sirve solo como aperitivo o que sirve de apoyo al plato principal. La grafía francesa es la misma para el singular y el plural; en inglés, la ligadura tipográfica ⟨œ⟩ suele sustituirse por el dígrafo ⟨oe⟩ y el plural se escribe a veces "hor d' oeuvres" y se pronuncia /ɔːr_ˈdɜːrvz/.

## Orígenes

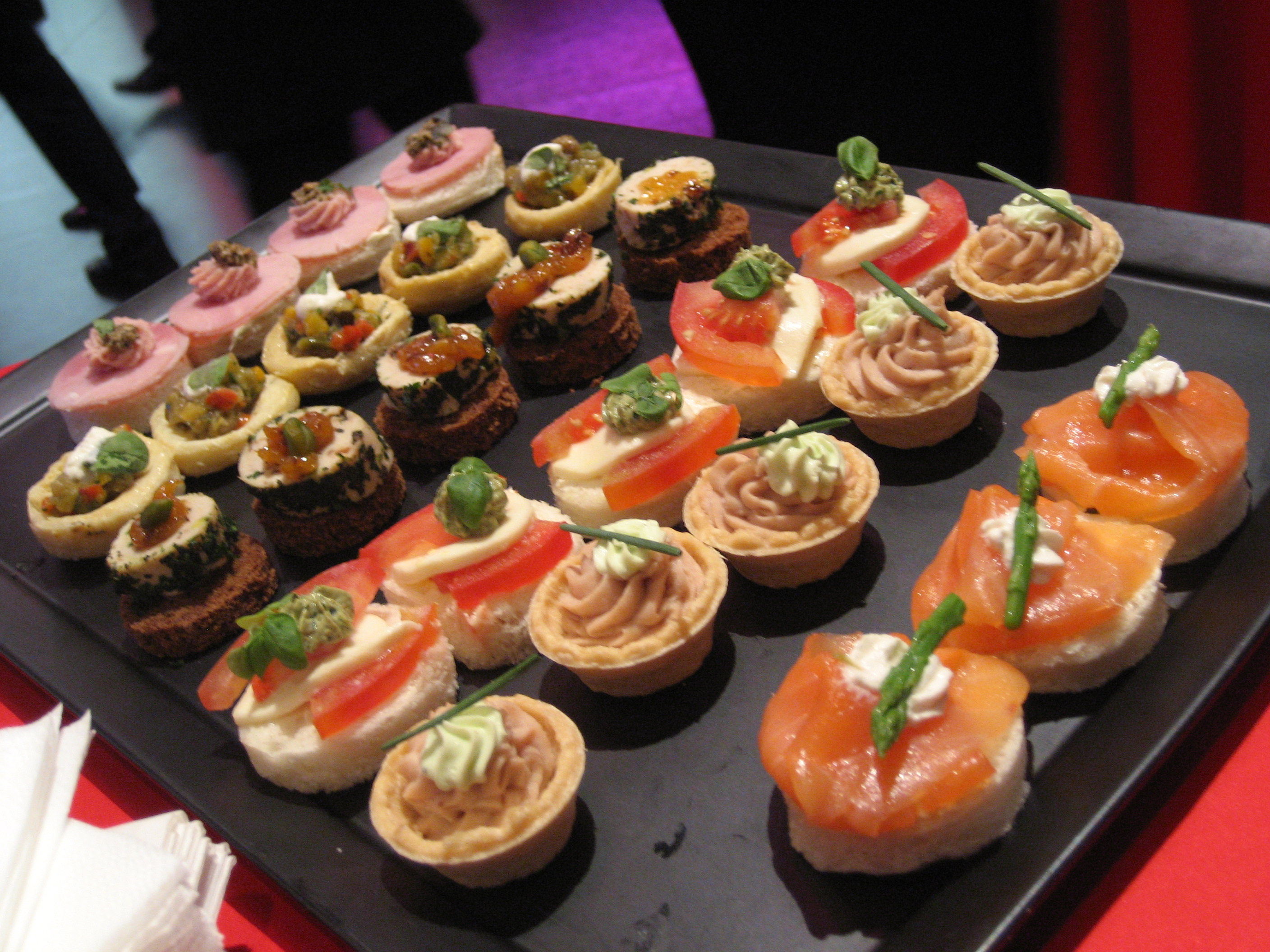
Una bandeja de canapés, una forma de hors d'oeuvre, en un cóctel

Un pequeño número de historiadores de la alimentación cree que la tradición pudo comenzar en Rusia, donde eran habituales los pequeños tentempiés de pescado, caviar y carnes después de largos viajes. Sin embargo, puede que la costumbre se originara en China y llegara a Rusia, Escandinavia, Francia y otros países europeos a través de las estepas. La tradición puede haber llegado a Italia, Grecia y las naciones balcánicas a través de Rusia o Persia. Muchas costumbres nacionales están relacionadas, como el smörgåsbord sueco, la zakuska rusa, el meze de Oriente Medio y el antipasto italiano. En la época romana, las comidas consistían en dos platos principales que se complementaban con pequeñas cantidades de pescado, verduras, quesos, aceitunas e incluso lirones rellenos, que se servían al principio de la comida, conocida como gustatio o promulsis. Los griegos llamaban propoma al aperitivo. Ya en el año 500 de la era cristiana, el Talmud de Babilonia (Yoma 83b) relata la práctica de dar postres dulces a una persona antes del plato principal de una comida para reanimar sus fuerzas y aumentar su apetito (arameo: מגרר גריר).

### Servicio francés
Durante la Edad Media, las comidas formales francesas se servían con entremeses entre plato y plato. Estos platos secundarios podían ser platos de comida propiamente dichos, o elaboradas exhibiciones e incluso presentaciones dramáticas o musicales. En el siglo XIV, las recetas de entremets se elaboraban principalmente con carne, pescado, cerdo y verduras. En el siglo XV, los entremeses se servían entre plato y plato y podían ser comestibles o representaciones de temas relevantes para el anfitrión, creados con esculturas de mantequilla u otros tipos de artesanía. Con la introducción en el siglo XVII del servicio a la francesa (en francés: service à la française), en el que todos los platos se presentan a la vez de forma simétrica y muy rígida, los entremeses empezaron a cambiar de significado, pero seguían siendo principalmente salados. Junto con esto aparecieron elaboradas presentaciones de plata y cerámica para la mesa, así como pièces montées. Los entremets se colocaban entre los demás platos dentro de la obra principal de la comida.

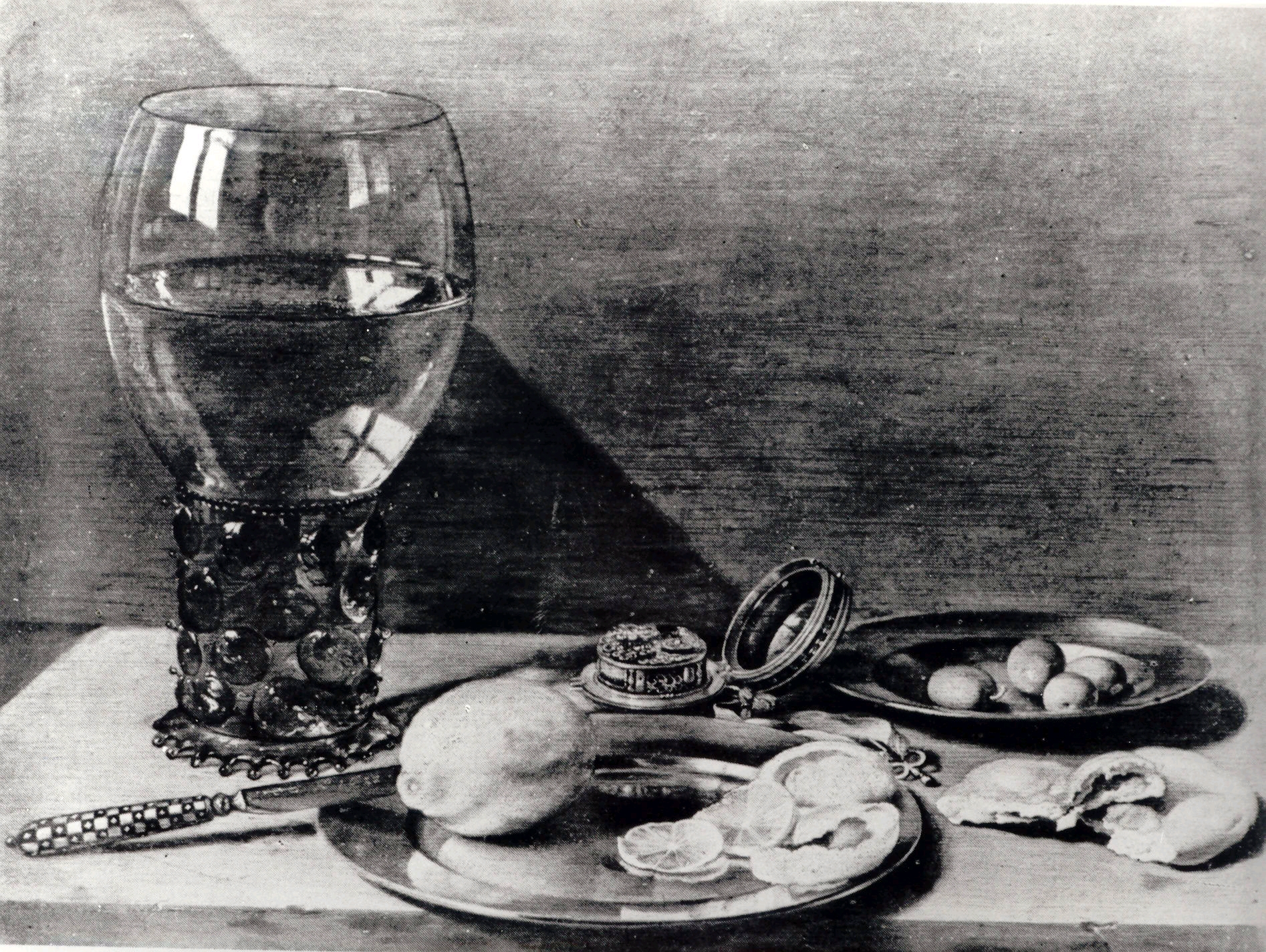
Hors d'oeuvre (1623) de Pieter Claesz

Aproximadamente en esta época del siglo XVII, se empezaron a servir platos más pequeños que se colocaban fuera de la obra principal de platos colocados simétricamente. Estos platos recibían el nombre de hors d'oeuvre. Originalmente, los hors d'oeuvre se servían como canapés de pan tostado pequeño con una cobertura salada antes de una comida. La primera mención de este alimento la hizo François Massialot en 1691, en su libro: Le cuisinier roial et bourgeois (El cocinero real y burgués) y se explicaba como "Ciertos platos que se sirven además de los que cabría esperar en la composición normal del banquete". En la publicación francesa Les plaisirs de la table, Edouard Nignon afirmaba que los hors d'oeuvre tenían su origen en Asia. Y añade que los franceses consideraban que los hors d'oeuvre eran superfluos en una comida bien cocinada. El "service à la française" continuó en Europa hasta principios del siglo XIX. Después del siglo XIX, el entremés se convertiría casi exclusivamente en un plato dulce o un postre, siendo la costumbre británica del "savoury" la única tradición del entremés salado que queda.
El estilo de las cenas formales cambió drásticamente en el siglo XIX, convirtiéndose en platos sucesivos servidos uno tras otro a lo largo de un periodo de tiempo. Algunos hors d'oeuvre tradicionales permanecían en la mesa durante toda la comida. Entre ellos, aceitunas, nueces, apio y rábanos. Los cambiantes entremeses contemporáneos, a veces llamados "platos delicados", se hicieron más complicados en su preparación. Los pasteles, con salsas de carne y nata entre otros elementos elaborados, se habían convertido en un plato que se servía después de la sopa.

### Elsavouryinglés
Como resultado de la influencia francesa en la lengua inglesa, "hors d'oeuvre" se ha convertido en un término de uso común en inglés para referirse a los pequeños platos que se sirven antes de las comidas. La costumbre del “Savoury” o plato salado es de origen británico y se sirve hacia el final de la comida, antes del postre o los dulces o incluso después del postre, en contraste con el hors d'oeuvre, que se sirve antes de la comida. Los británicos favorecían el plato salado para limpiar el paladar antes de beber después de la comida, lo que hacía innecesario el hors d'oeuvre previo. El plato salado suele ser pequeño, bien condimentado y a menudo se sirve caliente, por lo que hay que cocinarlo justo antes de servirlo. En las épocas victoriana y eduardiana, los platos salados incluían aderezos como ostras fritas envueltas en tocino y tostada Cawdor, que era un plato salado a base de huevos revueltos, pimienta negra molida y Gentleman's Relish sobre una tostada con mantequilla, servido caliente. En Francia, el queso formaba a menudo parte del plato salado o se añadía con fruta sencilla como postre. Una cena eduardiana típica podía constar de hasta cuatro platos que incluían dos sopas, dos tipos de pescado, dos carnes y terminaban con varios platos salados y luego dulces.

### Aperitivos americanos yhors d'oeuvrede cóctel

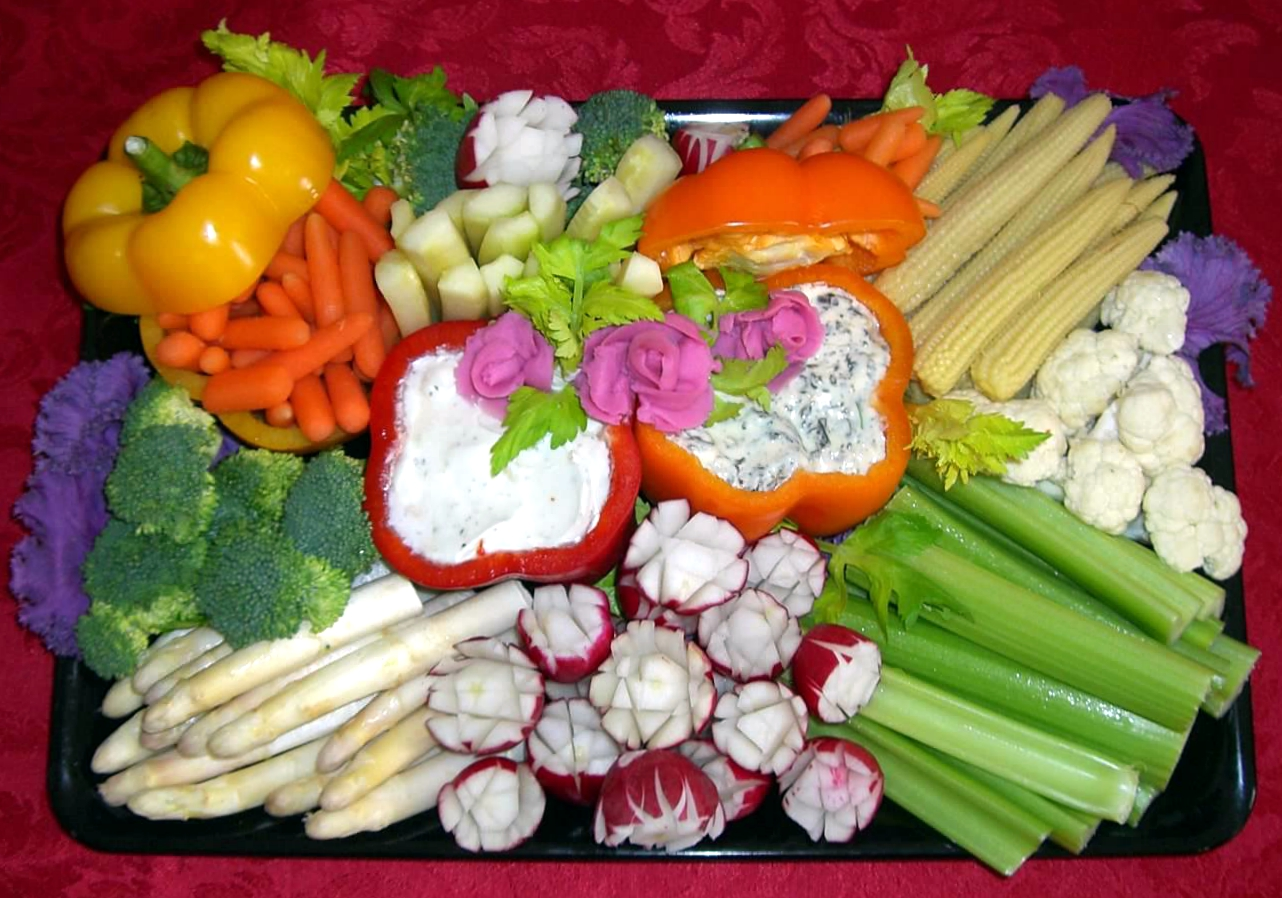
Diversos crudités servidos en un cóctel

El término appetiser ("aperitivo" en español) es sinónimo de hors d'oeuvre. Se utilizó por primera vez en Estados Unidos e Inglaterra simultáneamente en 1860. Los estadounidenses también utilizan el término para definir el primero de los tres platos de una comida, uno opcional que generalmente se ponía en la mesa antes de sentar a los comensales. Las bebidas antes de la cena se convirtieron en costumbre hacia finales del siglo XIX. Al imponerse esta nueva moda, los británicos se inspiraron en los franceses para empezar a servir hors d'oeuvre antes de la cena. Un cóctel se considera una pequeña reunión en la que se sirven bebidas mezcladas y aperitivos ligeros. En los cócteles y recepciones, en los que no se sirve cena después, pueden servirse entremeses como única comida. Tras el fin de la prohibición en Estados Unidos, el cóctel fue ganando adeptos. Antes de la Primera Guerra Mundial, los invitados estadounidenses a una cena debían entrar inmediatamente en el comedor, donde se servían las bebidas en la mesa junto con los aperitivos. Esto cambió en la década de 1920, cuando los aperitivos se servían antes de un cóctel sin alcohol; sin embargo, tras la derogación de la Ley Seca en Estados Unidos, los cócteles se popularizaron con muchos aperitivos diferentes pensados como algo para ayudar a contrarrestar las bebidas más fuertes. Es el cóctel el que ayudó a transferir los aperitivos de la mesa formal del comedor a la movilidad de la bandeja de servir. Estos aperitivos que se sirven en el cóctel también pueden denominarse canapés.

## Preparación
En los restaurantes o en las grandes fincas, los hors d'oeuvre se preparan en un garde manger, que es una cámara frigorífica. Los hors d'oeuvre suelen prepararse con antelación. Algunos tipos pueden refrigerarse o congelarse y luego precocinarse y recalentarse en un horno o microondas según sea necesario antes de servirlos.

## Uso

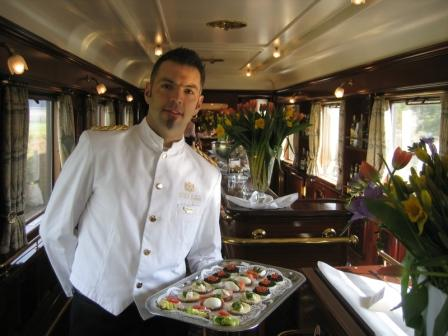
Camarero en un vagón de época de los años 20 sirviendo canapés en una bandeja como parte del servicio de mayordomo

Si transcurre mucho tiempo entre la llegada de los comensales y el momento de la comida, por ejemplo durante la hora del cóctel, pueden servir para alimentar a los comensales durante la espera, del mismo modo que los aperitivos se sirven como bebida antes de las comidas.
También es una norma no escrita que los platos servidos como hors d'oeuvre no den ninguna pista sobre la comida principal. Se sirven con el menú de la comida principal a la vista, ya sea calientes, a temperatura ambiente o fríos; cuando se sirven calientes, se sacan después de que lleguen todos los invitados para que todos puedan probar los platos.
Los entremeses que preceden a una comida pueden ser servidos de forma rotativa por los camareros o pasados. Los aperitivos fijos servidos en la mesa en una bandeja pueden denominarse aperitivos de mesa o estilo bufé. Los aperitivos servidos por los camareros forman parte del servicio estilo mayordomo o aperitivos servidos con mayordomo.

## Ejemplos

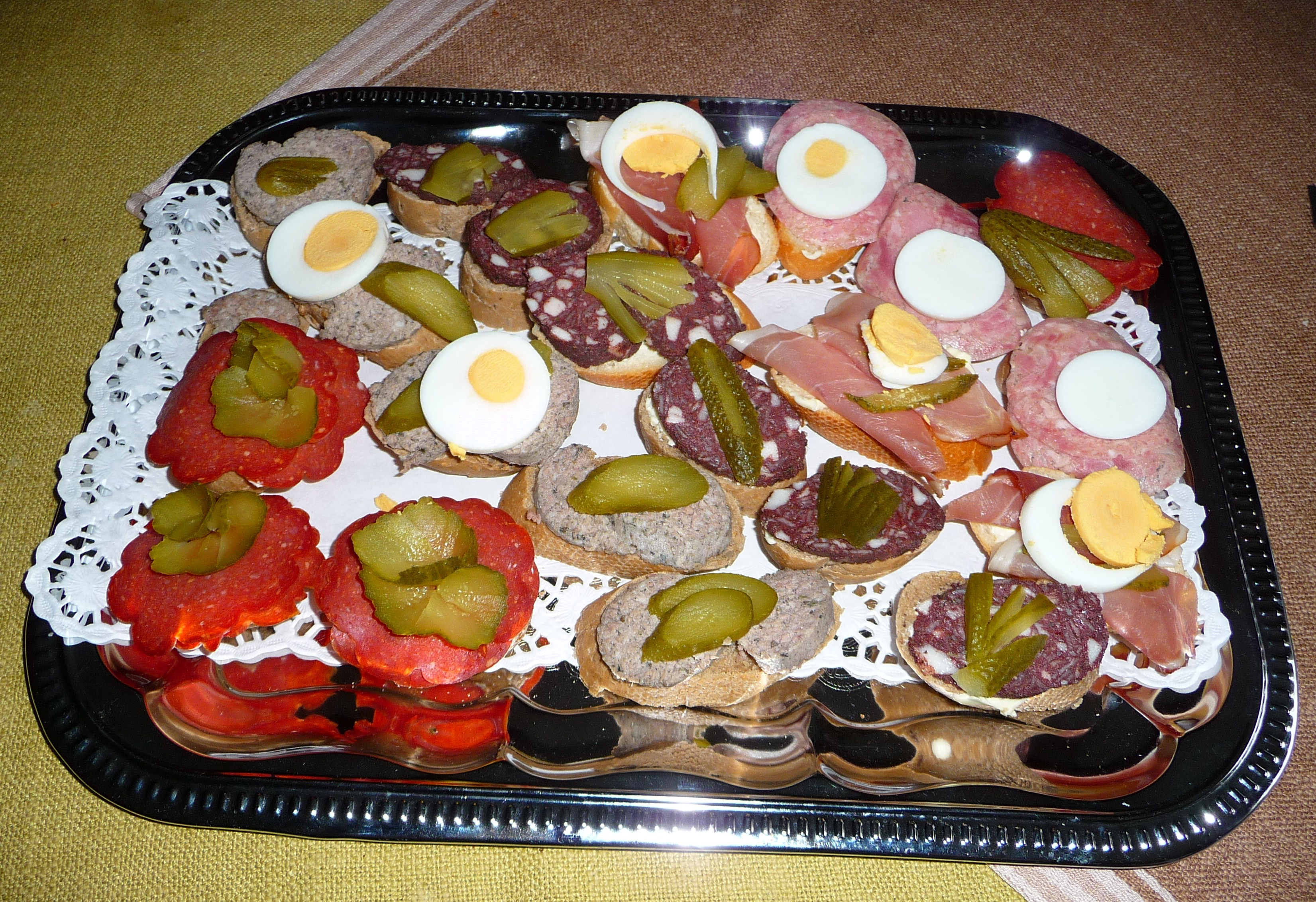
Una bandeja de hors d'oeuvre

Aunque cualquier alimento servido antes del plato principal es técnicamente un hors d'oeuvre, la expresión suele limitarse a productos individuales, como queso o fruta. Un higo glaseado cubierto con mascarpone y envuelto con jamón serrano es un entremés y los higos al natural servidos en una fuente también pueden considerarse entremeses. Podría tratarse de remolachas en escabeche o huevos de anchoa como topping sobre tomates como parte de la sesión inicial de "bebidas", como por ejemplo de bebidas alcohólicas o no alcohólicas. También se sirven en forma de salsas, pastas para untar, pasteles, aceitunas o frutos secos con o sin base de huevo, queso, carnes, verduras, marisco o panes. Los platos fríos individuales que se sirven son salmón ahumado, aguacate, caviar, paté, cócteles de marisco y melón con guarniciones y decoraciones. Los platos calientes condimentados que se sirven son de verduras, carne, pescado, huevo, pasta, queso, suflés, tartaletas, hojaldre o pasta choux.
- Bruschetta (pronunciación italiana: [bruˈsketta])[36]
- Canapés[37]
- Caviar[38]
- Embutidos[39]
- Huevos rellenos[40]
- Dumpling[41]
- Pepinillo[42]
- Pigs in a blanket[43]
- Huevo ahumado[44]
- Spanakopita[45]
- Tostada de lengua[46]

Hors d'oeuvres
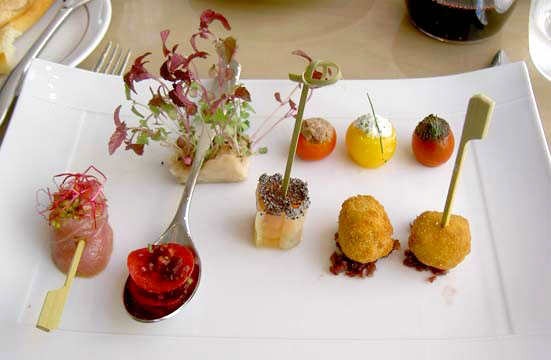
Aperitivos en un restaurante
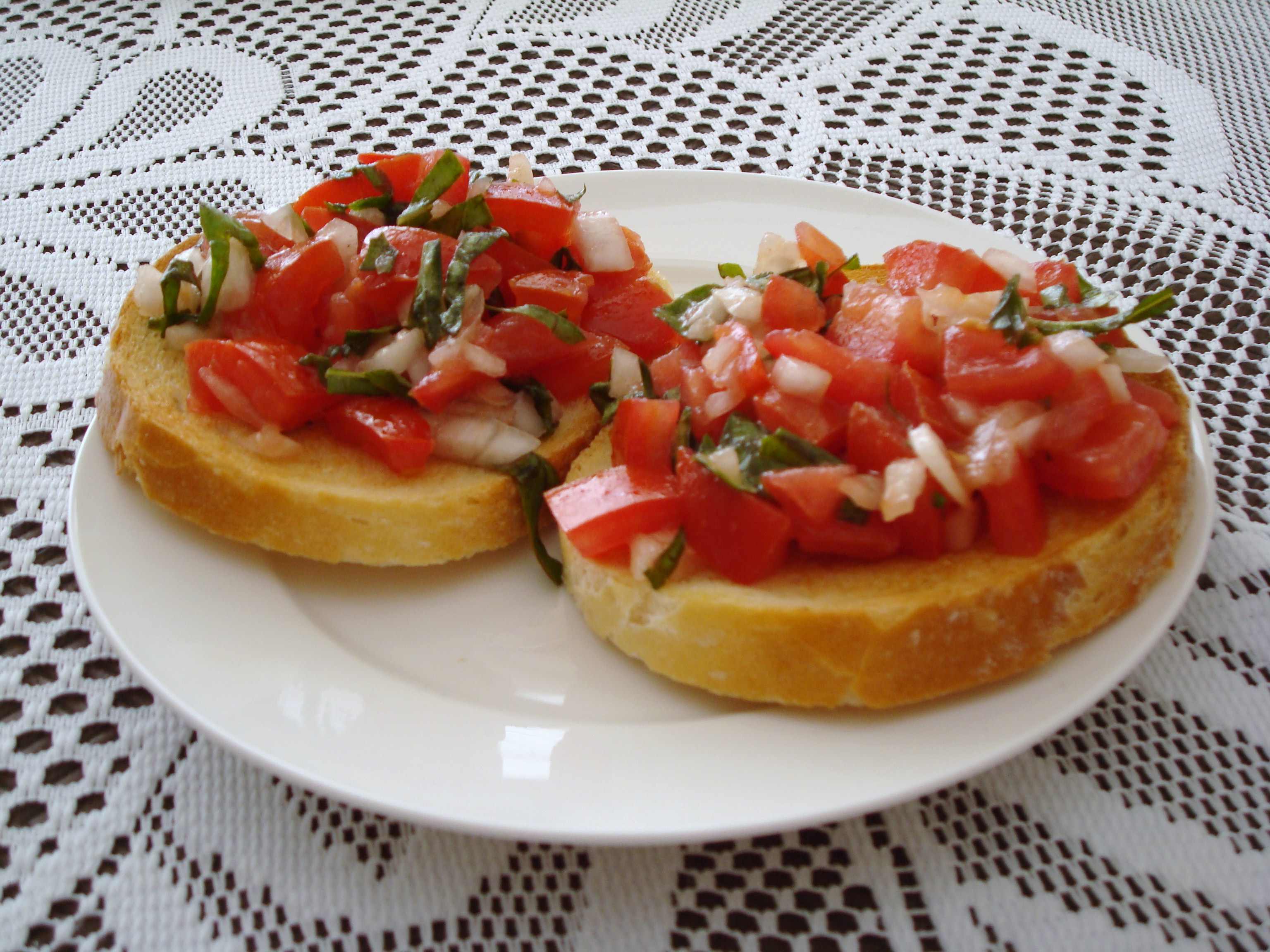
Bruschetta de tomate
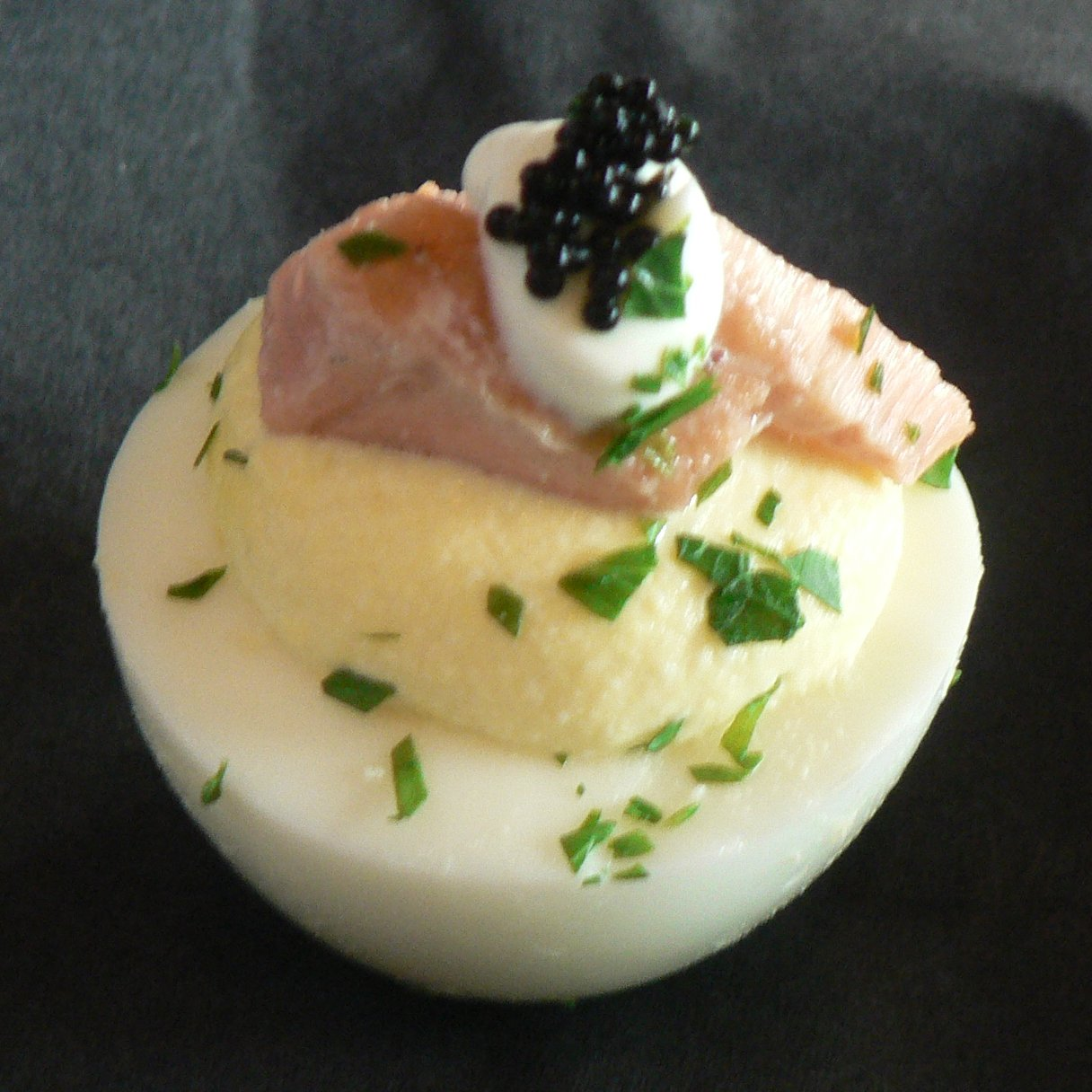
Huevos rellenos, un hors d'oeuvre frío
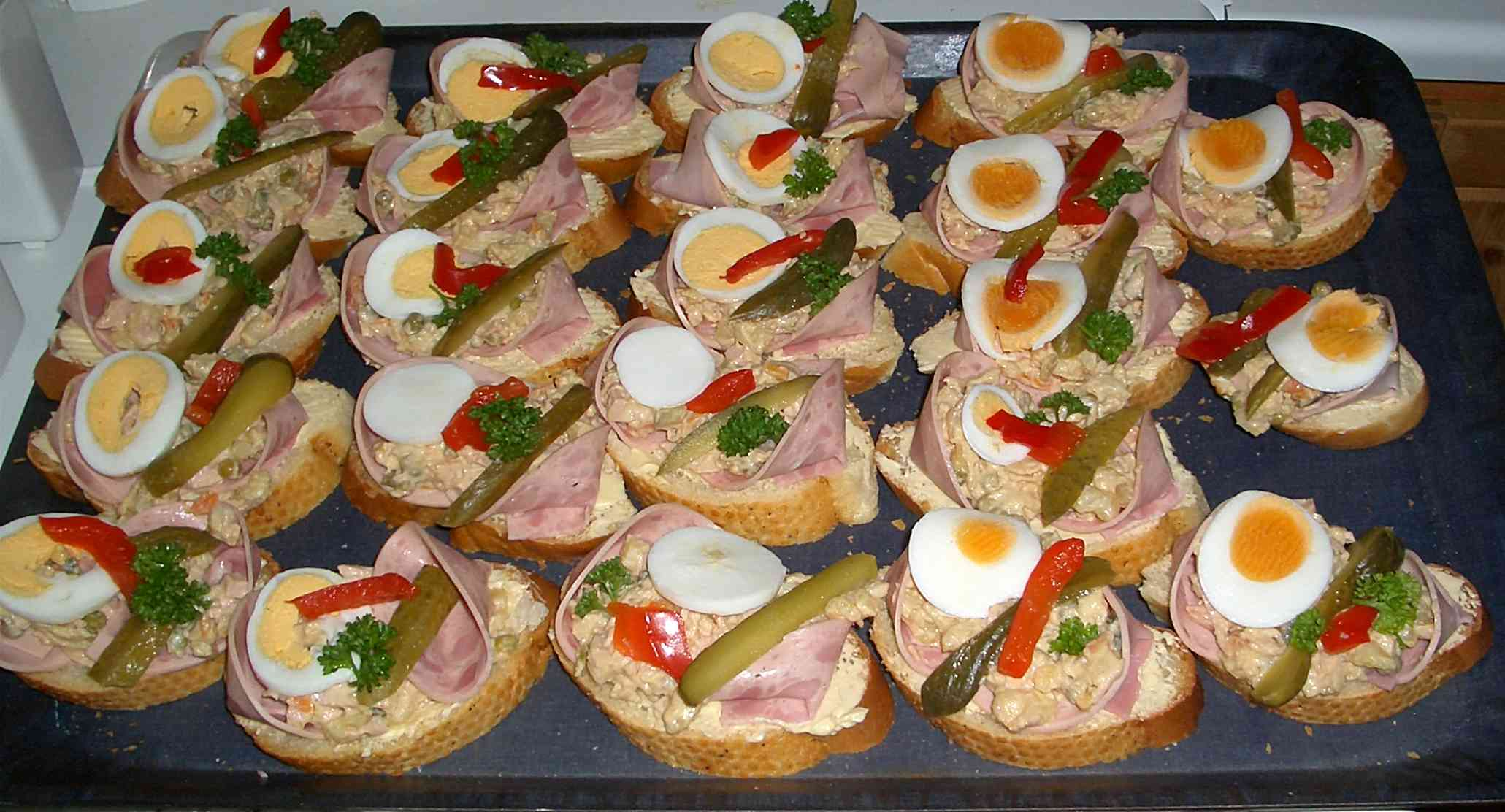
Obložené chlebíčky, aperitivo o tentempié checo y eslovaco
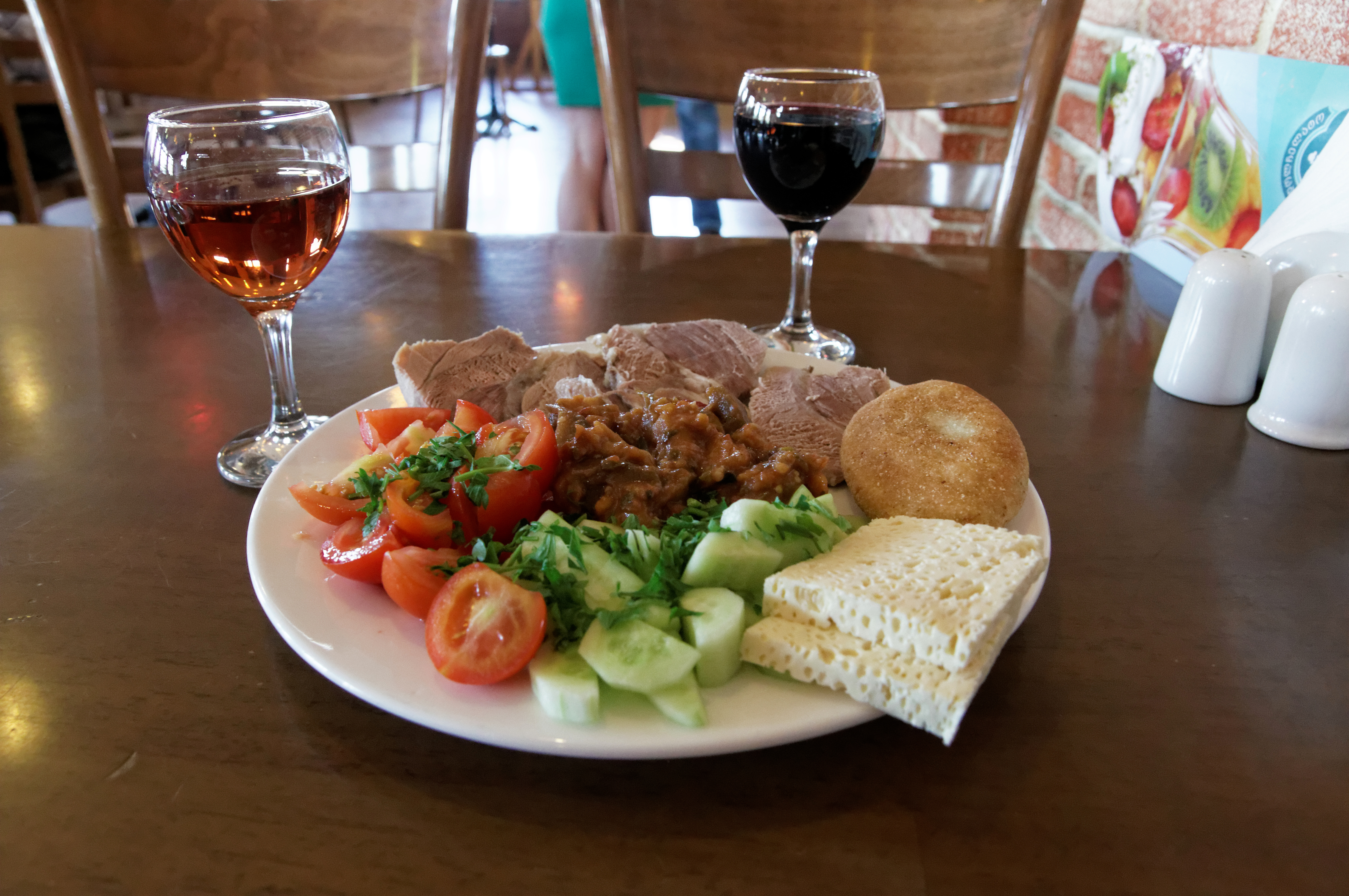
Hors d'oeuvre, Georgia
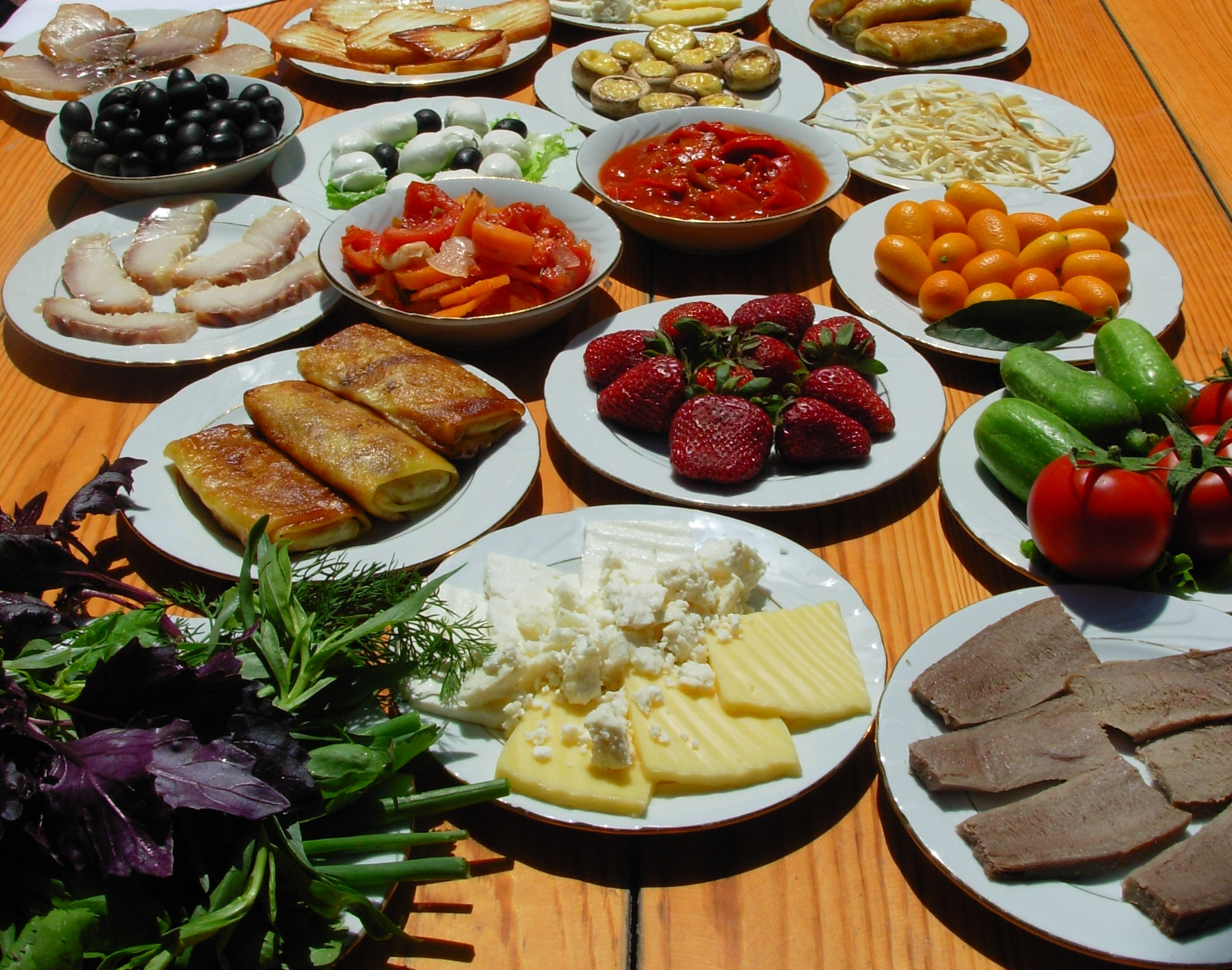
Hors d'oeuvre en la cocina azerbaiyana

## Por cultura y lengua

### En las Américas
En México, las botanas se refieren a las variedades vegetarianas que suelen servirse en pequeñas porciones en los bares de vinos. En muchos países centroamericanos, los entremeses se conocen como bocas. Pasapalos es el nombre venezolano de un hors d'oeuvre.

### En Asia

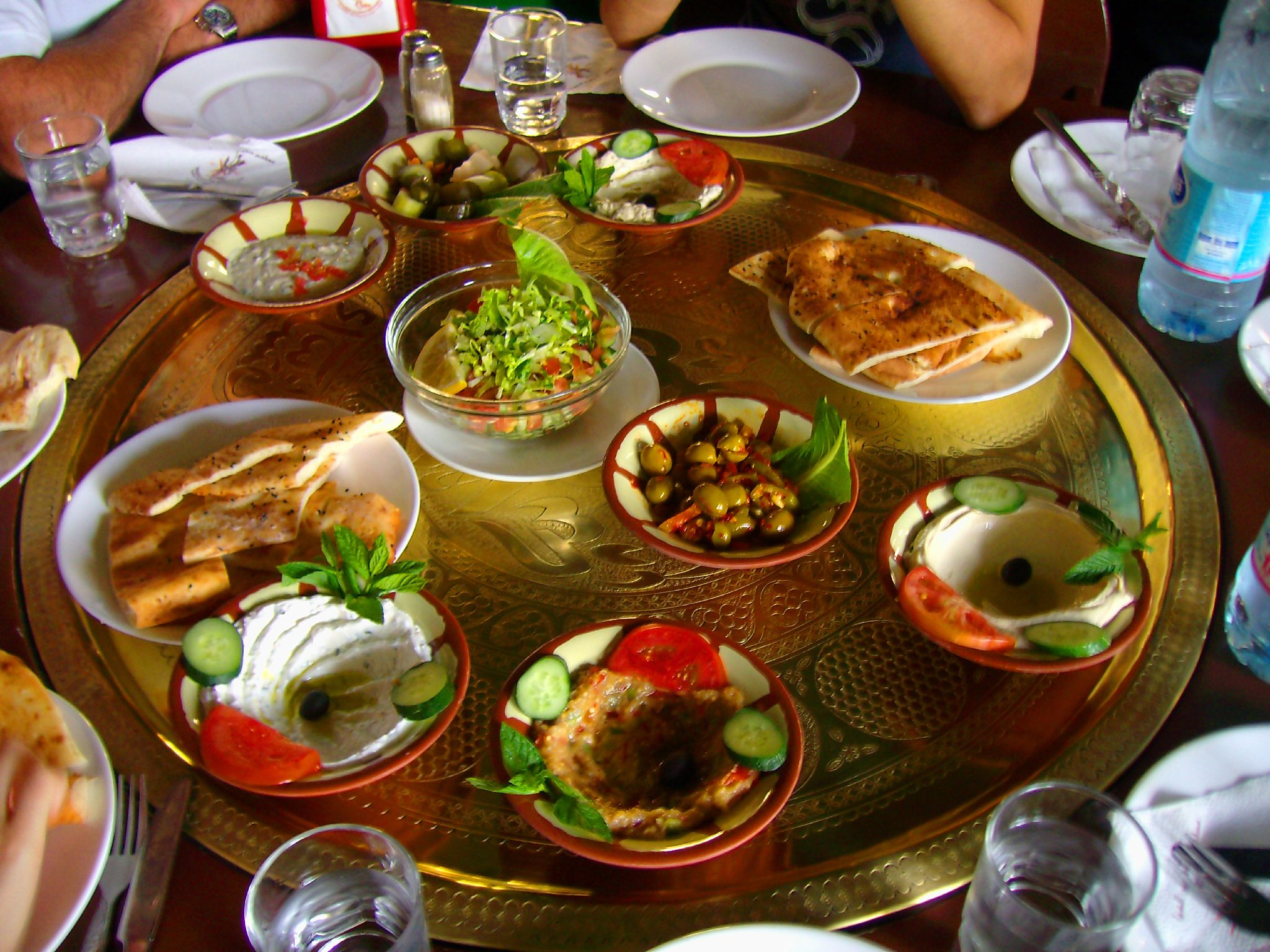
Meze en la cocina jordana

En árabe, moqabbelat مقبلات, "cosas que hacen aceptar lo que está por venir". De la raíz قبل "aceptar" es el término para un hors d'oeuvre. En la India, se conoce como chaat, que se sirve durante todo el día. Dahi puri es otro aperitivo de la India que es especialmente popular de la ciudad de Mumbai en el estado de Maharashtra y en la ciudad de Ahmedabad del estado de Guyarat. El chaat es un tentempié que se consume por separado y no forma parte de la comida principal.
Zensai (antes del plato) es japonés para un hors d'oeuvre; comúnmente para platos occidentales, se usa ōdoburu (オードブル), que es una transcripción directa de hors d'oeuvre. En Corea, banchan (반찬) es una pequeña porción de verduras, cereales o carnes. Otros términos coreanos para los entremeses son jeonchae (전채), que significa "plato anterior" o epita-ijeo (에피타이저), que significa "aperitivo". En vietnamita Đồ nguội khai vị ("primer plato frío") es el nombre de un hors d'oeuvre. En mandarín, lěng pán 冷盘 ("plato frío") o qián cài 前菜 ("antes del plato") son términos utilizados para los hors d'oeuvre, que se sirven en cestas de vapor o en platos pequeños. Meze es una selección de pequeños platos servidos en la cocina mediterránea, la cocina de Oriente Medio y la cocina balcánica. Mezedakia es un término que designa los pequeños mezes. Pembuka (lit. "apertura") es el nombre indonesio de un hors d'oeuvre. Yemekaltı es el nombre turco de un hors d'oeuvre. El caviar que se sirve en Irán son las huevas tradicionales de esturión salvaje de los mares Caspio y Negro.

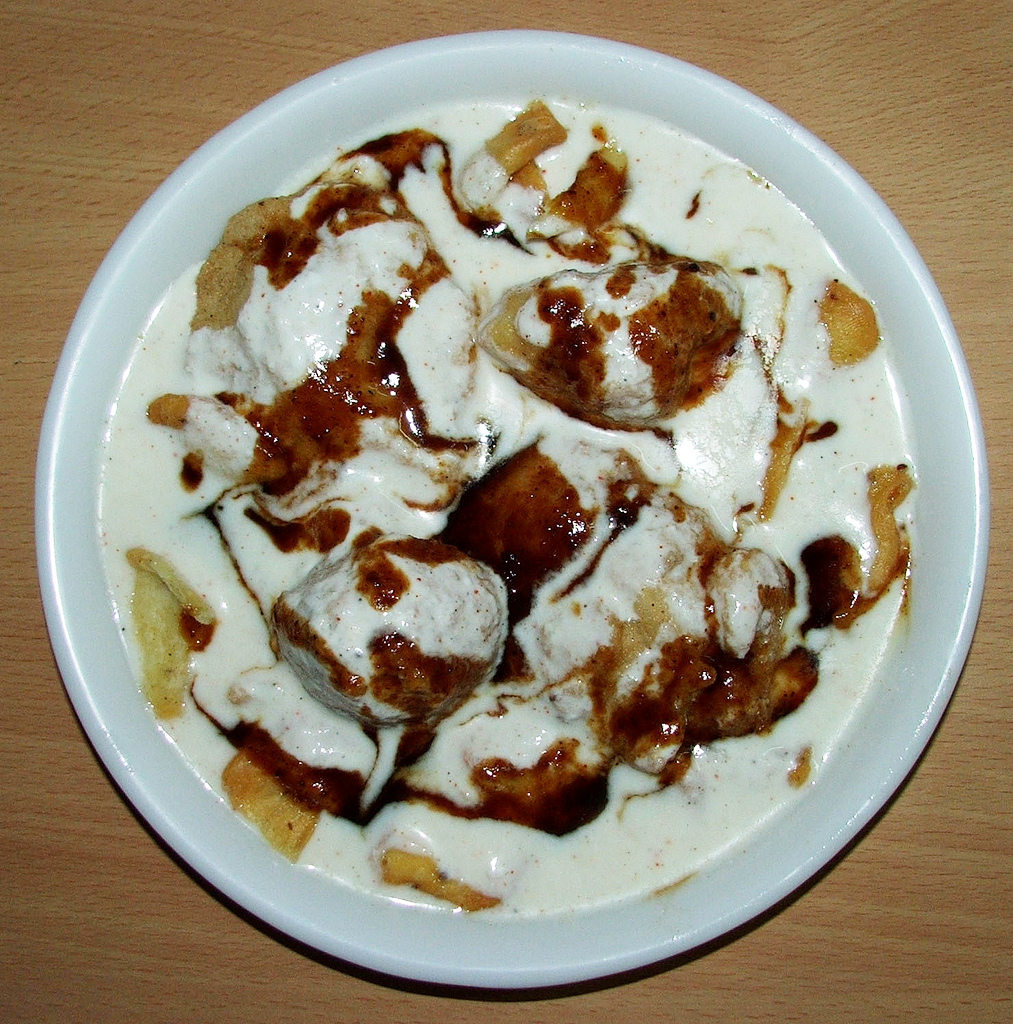
Chaat, una entrada en la cocina india
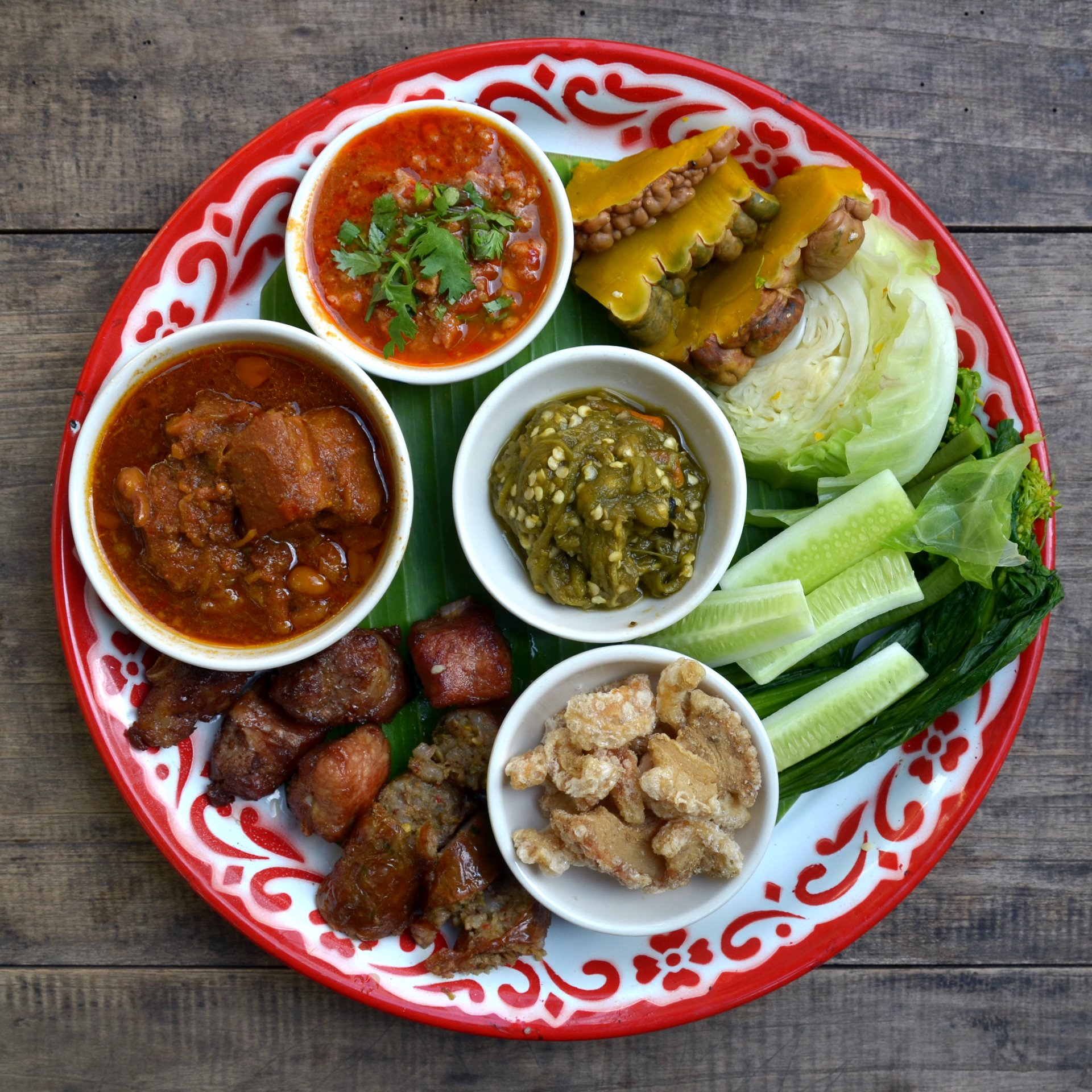
Una muestra de entradas de la cocina del norte de Tailandia (cocina Lanna)
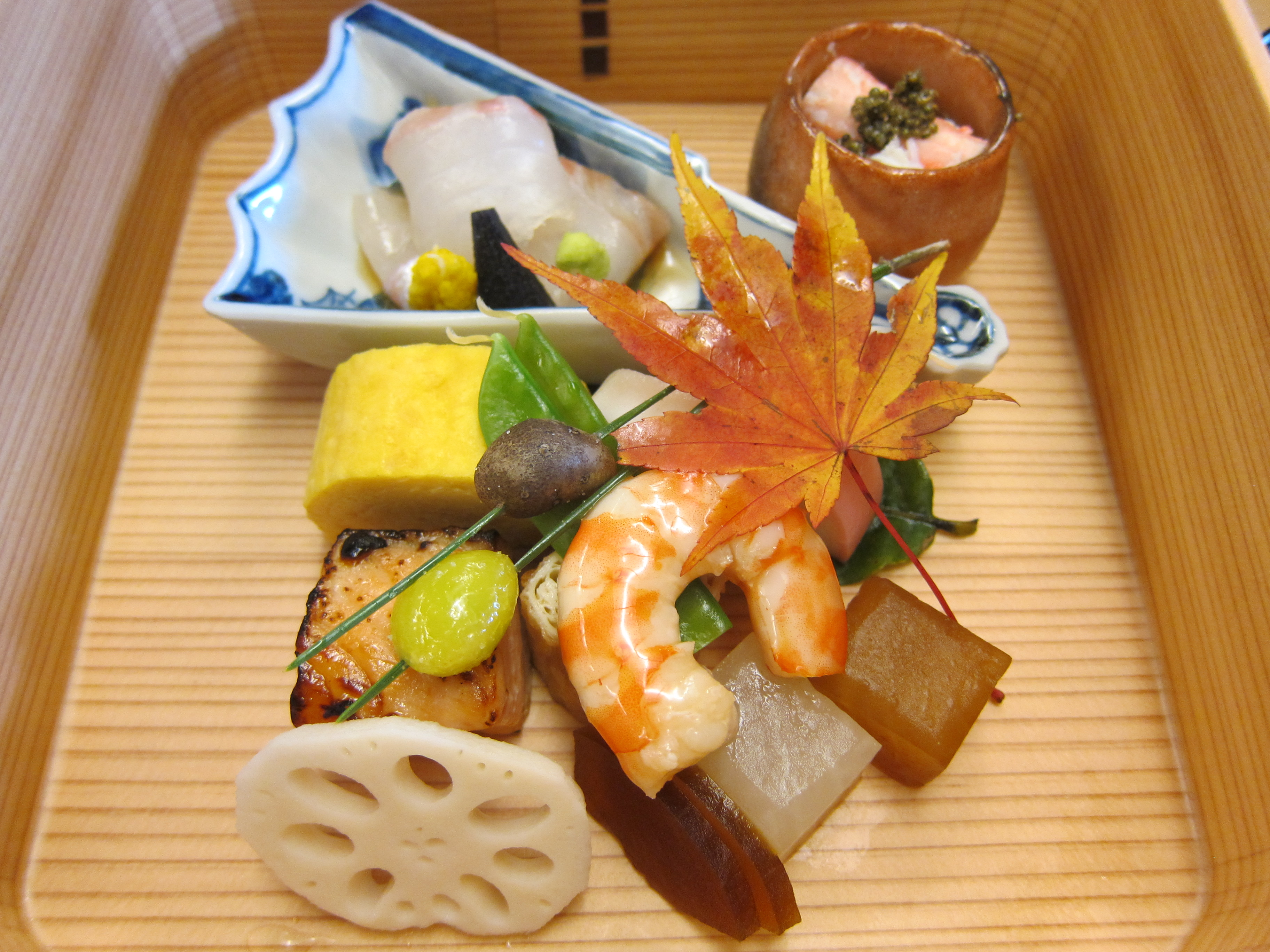
Zensai en la cocina japonesa

### En Europa

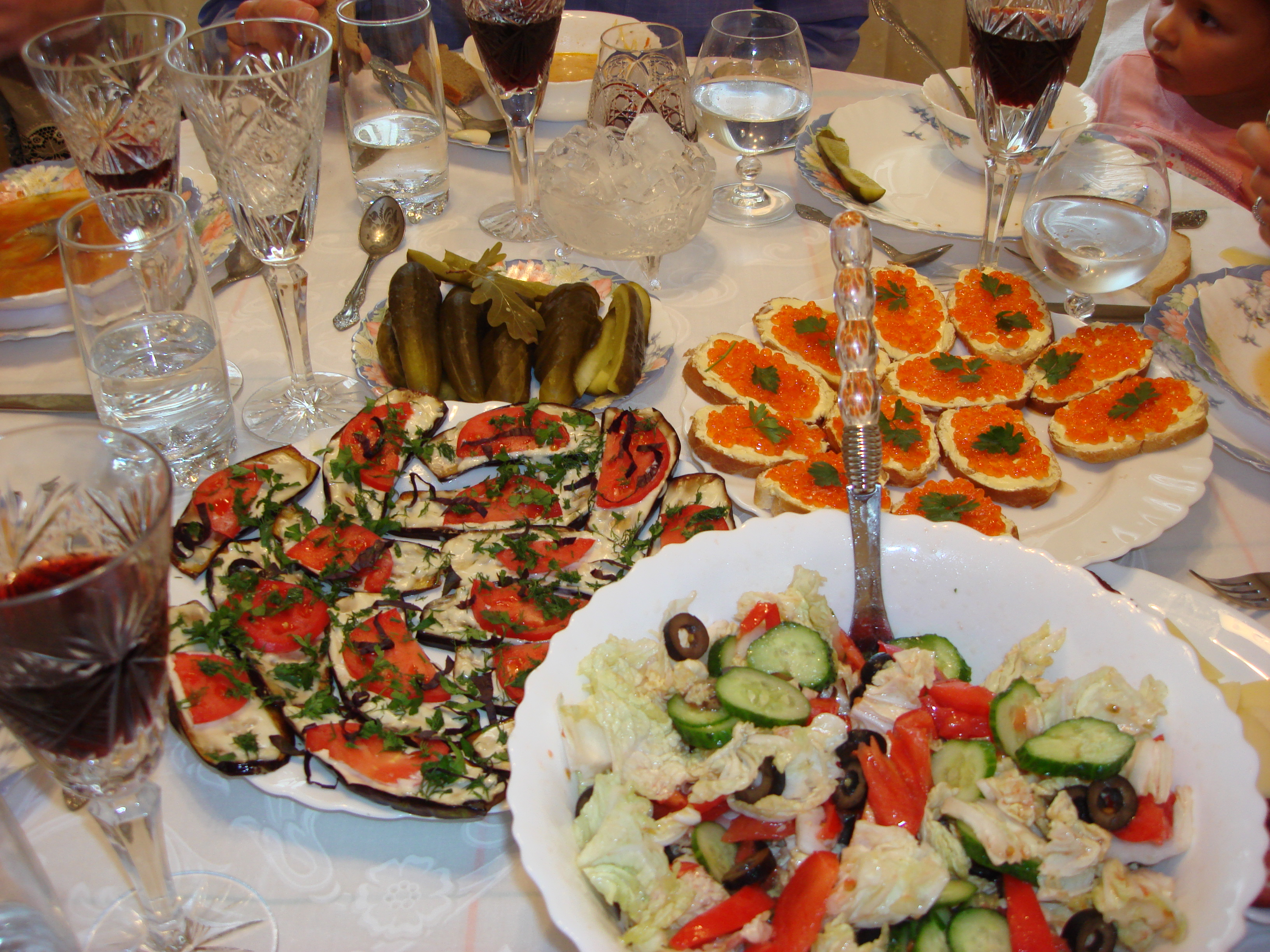
Zakuski en la cocina rusa

En Inglaterra, los diablos a caballo son un hors d'oeuvre caliente en diferentes recetas, pero en general son una variación de los ángeles a caballo, elaborados sustituyendo las ostras por frutos secos. La mayoría de las recetas contienen un dátil deshuesado (aunque a veces se utilizan ciruelas pasas). Starter es un término coloquial común para referirse a un hors d'oeuvre en el Reino Unido, Irlanda y la India. Los crudités de Francia son una mezcla de ensaladas de verduras crudas y la ración tiene un mínimo de tres verduras de colores llamativos. Los zakuski son hors d'oeuvre en la cocina rusa y otras cocinas postsoviéticas, servidos en forma de bufé de embutidos y pescados. En italiano antipasto significa que se sirve frío en forma de aceitunas, queso, verduras encurtidas; otros hors d'oeuvre similares se pueden encontrar en el resto del sur de Europa con diferentes nombres (entrada en portugués, entremés en español). Voorgerecht en neerlandés significa el plato ('gerecht') que precede ('voor') al plato principal(67) Fattoush es una ensalada de pan de la cocina levantina hecha con trozos tostados o fritos de pan de pita (khubz 'arabi) combinados con verduras mixtas y otras hortalizas. Pertenece a la familia de platos conocidos como Fatteh o fatta, que utilizan pan plano duro como base.

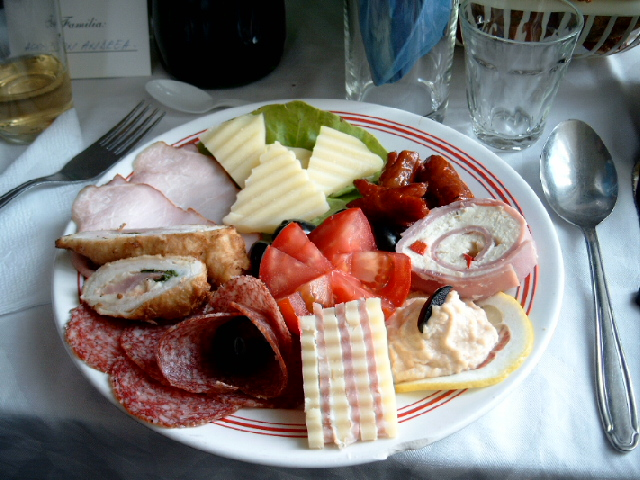
Varios hors d'oeuvre en un banquete de cocina rumana
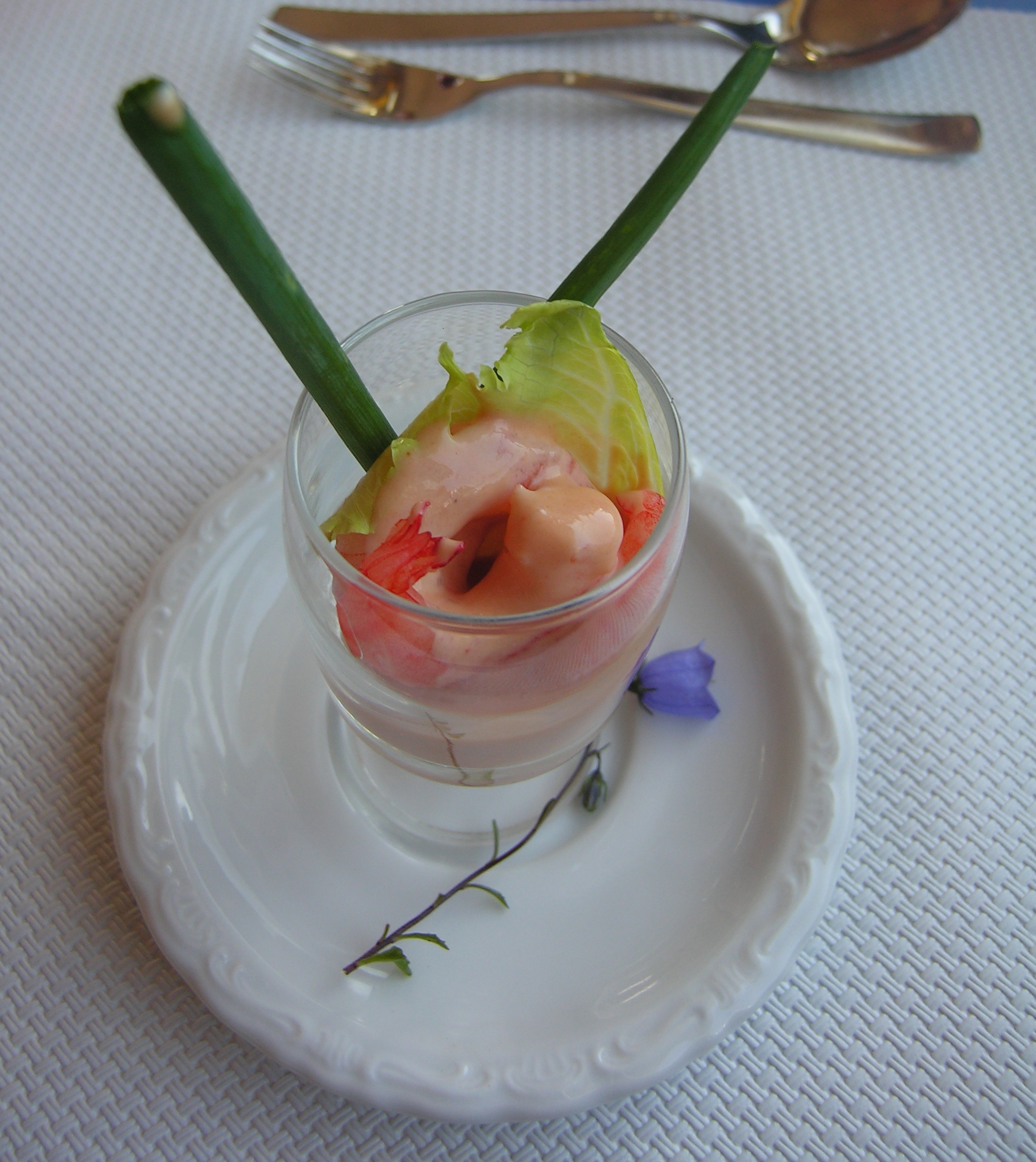
Aperitivo servido en un restaurante de cocina suiza
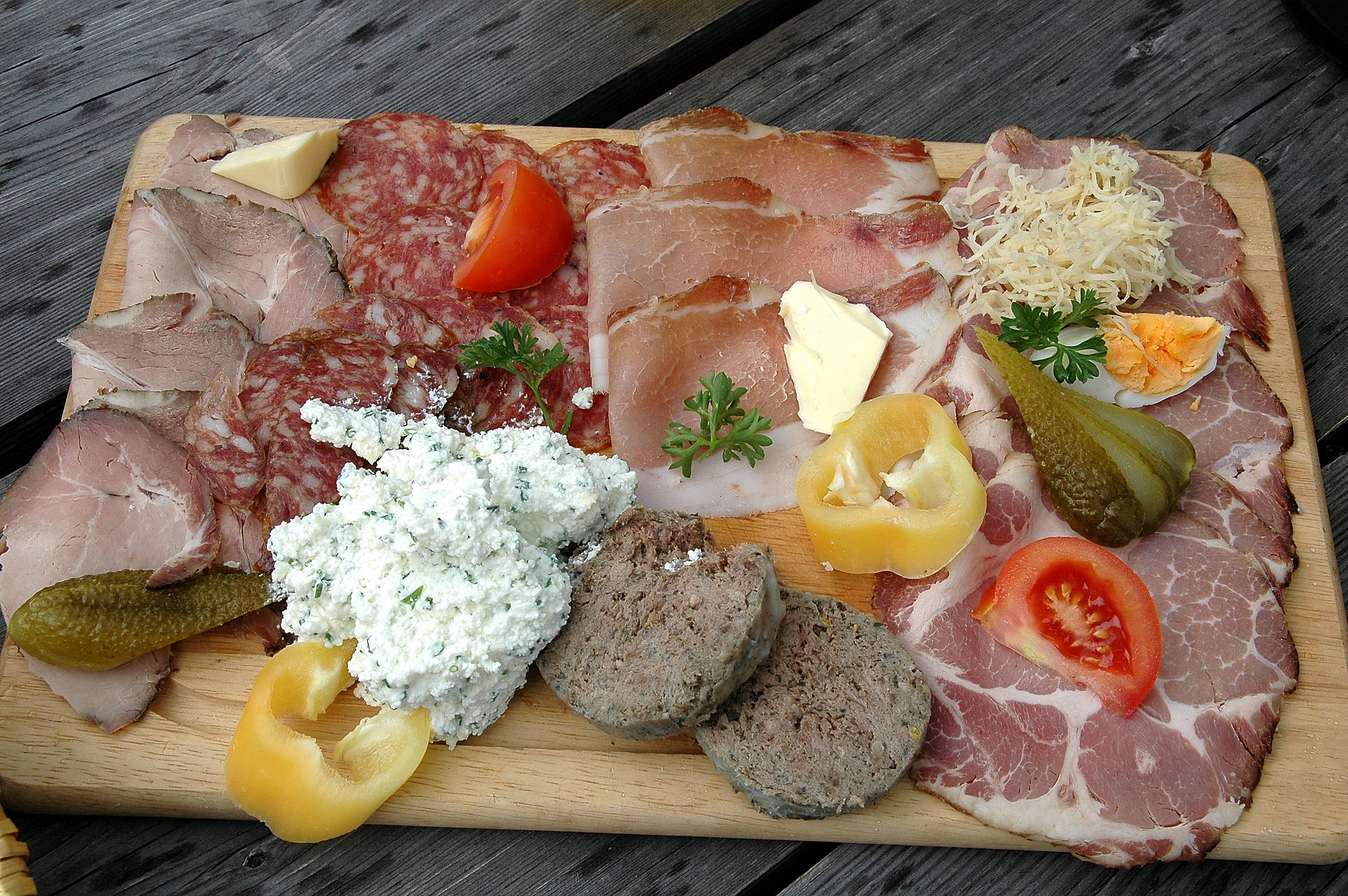
Típica "Brettljause" de Carintia o Estiria, compuesta por diferentes tipos de embutidos, rábano picante, huevo duro, pasta de carne, Liptauer, verduras, mantequilla y requesón.

### En Estados Unidos

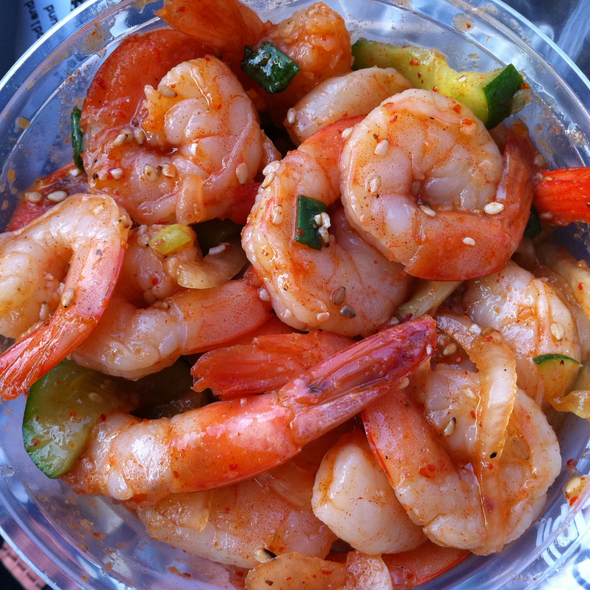
El poke es una ensalada de pescado crudo que se sirve como aperitivo en la cocina de Hawái

En Estados Unidos, la costumbre parece proceder de California, donde el dueño de una taberna extranjera pudo haber sacado bandejas con simples hors d'oeuvre para servir a sus clientes. Esta tradición pronto se convirtió en la cerveza de 5 centavos y el almuerzo gratis en la América primitiva, antes de que la prohibición acabara con la costumbre.
En EE. UU., "appetizers", en referencia a todo lo que se sirve antes de una comida, es el término más común para los hors d'oeuvre. Los aperitivos ligeros servidos fuera del contexto de una comida se denominan hors d'oeuvre (con la pluralización en inglés).

#### Hawái
En idioma hawaiana, los hors d'oeuvre y aperitivos se denominan pūpū. Las influencias culinarias hawaianas son muy diversas debido a las múltiples etnias que viven en las islas. Esta diversidad, junto con la americanización del entretenimiento a mediados del siglo XX, dio lugar al cóctel hawaiano y a los pūpū (hors d'oeuvre) que se sirven al principio de los luaus. Esta invención de una falsa experiencia polinesia está muy influenciada por Don the Beachcomber, a quien se atribuye la creación de la bandeja de pūpū y de la bebida llamada Zombie para su restaurante de Hollywood. En Don's la comida era cocina tradicional cantonesa servida con una presentación elegante. Los primeros platos pūpū eran rollitos de huevo, alitas de pollo, costillas de repuesto, así como otros alimentos chino-estadounidenses. Con el tiempo, Trader Vic crearía el Mai Tai en sus restaurantes de la bahía de San Francisco y el bar Tiki se convertiría en una tradición coctelera estadounidense.

### En Oceanía

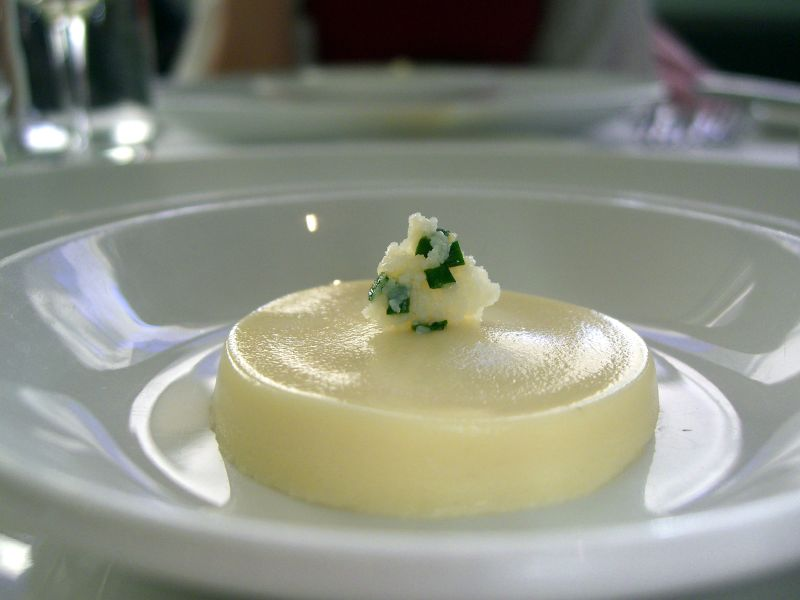
Amuse-bouche

Los hors d'oeuvre, también llamados amuse-bouches, que se sirven en los bares de Australia son ostras y Alsacia foie gras. En Nueva Zelanda, los aperitivos son brochetas de cordero o deslizadores de bacalao azul. En Nueva Zelanda, los maoríes llaman a sus aperitivos Kai Timotimo. En Kiribati, los aperitivos que se sirven son pastas de garbanzos y berenjenas, platos de carne con especias y trigo. En Samoa, el pollo de papel de aluminio y el cerdo asado, trocitos de carne en una salsa ahumada y picante, son aperitivos. En Tonga, los puu-puus o aperitivos que se sirven son gambas Waikiki y piña a la parrilla con salsa para mojar.

### En otros países
Los aperitivos que se sirven en Kenia son verduras crudas y frescas y salsas variadas con adornos(83). Antes de que se introdujeran en Sudáfrica los actuales hors d'oeuvre procedentes de Europa, los entrantes que se servían consistían en sambals de pescado oriental y tuétano de hueso cocido servido con pan(84).